# ناحیه دره تورنه
ناحیه دره تورنه زیرمجموعه‌ای از لاپلند فنلاند و یکی از ناحیه‌ها در فنلاند است. این ناحیه را نباید با دره تورنه یا میینما اشتباه گرفت.

## شهرداری‌ها
| نشان ملی           | شهرداری             |
| ------------------ | ------------------- |
| Pellon vaakuna     | پلو (شهرداری)       |
| Ylitornion vaakuna | یلیتورنیو (شهرداری) |